# روب ديفيز (سياسي)
روب ديفيز (بالإنجليزية: Rob Davies)‏ هو سياسي جنوب أفريقي، ولد في 12 مايو 1948 في جنوب أفريقيا. حزبياً، نشط في المؤتمر الوطني الأفريقي. وقد انتخب عضو الجمعية الوطنية لجنوب أفريقيا وقد انضم خلال فترته النيابية ‏ (21 مايو 2014 – ) للكتلة البرلمانية المؤتمر الوطني الأفريقي.